# Athiémé
Athiémé is een van de 77 gemeenten (communes) in Benin. De gemeente ligt in het departement Mono en telt 56.483 inwoners (2013). De gemeente heeft een oppervlakte tussen 220 en 238 km² en is opgedeeld in vijf arrondissementen:
- Adohoun
- Atchannou
- Athiémé
- Dédékpoè
- Kpinnou

De gemeente wordt bestuurd door een burgemeester (maire) en een gemeenteraad (conseil communal) met elf leden. In 2021 was Saturnin Dansou de burgemeester.
De stad Athiémé bezit een rijk maar verwaarloosd koloniaal erfgoed, waaronder een oude katholieke kerk en de oude markt.

## Economie
De landbouw is de belangrijkste economische activiteit. In 2013 was 80% van de beroepsbevolking actief in de landbouw. Palmolie is het belangrijkste exportproduct. Er is op beperkte schaal voedselverwerkende nijverheid.

## Geografie
Athiémé ligt op 8 kilometer van de prefectuur van Mono, Lokossa, en op 104 kilometer van Cotonou.
De Mono vormt de westelijke grens van de gemeente en de grens met Togo. De brug over de Mono is een grenspost. In het verleden vonden er verschillende grote overstromingen plaats.

## Geschiedenis
De plaats werd bevolkt in de 17e en 18e eeuw door migratie ten gevolge van de slavenhandel van het koninkrijk Abomey. Nog voor de komst van de Fransen waren hier Afro-Braziliaanse handelaars actief die palmolie en cacao verhandelden. Om het transport te vergemakkelijken bouwden ze hier in 1860 een brug. In 1894 werd een katholieke missiepost geopend, op uitnodiging van handelaar William Akakpovi Johnson. Tussen 1885 en 1891 openden de Fransen hier een eerste administratieve post. In 1900-1901 lieten de Fransen een markt bouwen. Tussen 1895 en 1901 was Athiémé de zetel van het koloniale bestuur in Dahomey. Ook verder in de koloniale tijd bleef Athiémé een van de belangrijkste steden van Dahomey, onder andere dankzij de cacaoteelt.

## Bevolking
In 2002 telde de gemeente 39.481 inwoners. In 2013 waren dit 56.483 inwoners. Het arrondissement Adohoun in het noordwesten is het dichtst bevolkt; Atchannou in het zuiden het minst.
De belangrijkste bevolkingsgroepen zijn de Kotafon (ongeveer 60%) en de Adja Tala (ongeveer 30%). Er zijn ook kleinere groepen Ouatchi, Mina, Pédah, Sahouè, Hausa en Yoruba.
Opm: Bevolkingscijfers in duizendtallen
Bron: Athiémé Commune in Benin; 1979-2013: volkstellingen
Bron: Institut National de la Statistique Benin; 2013: volkstelling

## Geboren
- Béatrice Lakoussan (1943), magistrate en ex-vrouw van president Mathieu Kérékou
- Philippe Noudjènoumè (1948), politicus
- Lucien Kokou, politicus

## Afbeeldingen

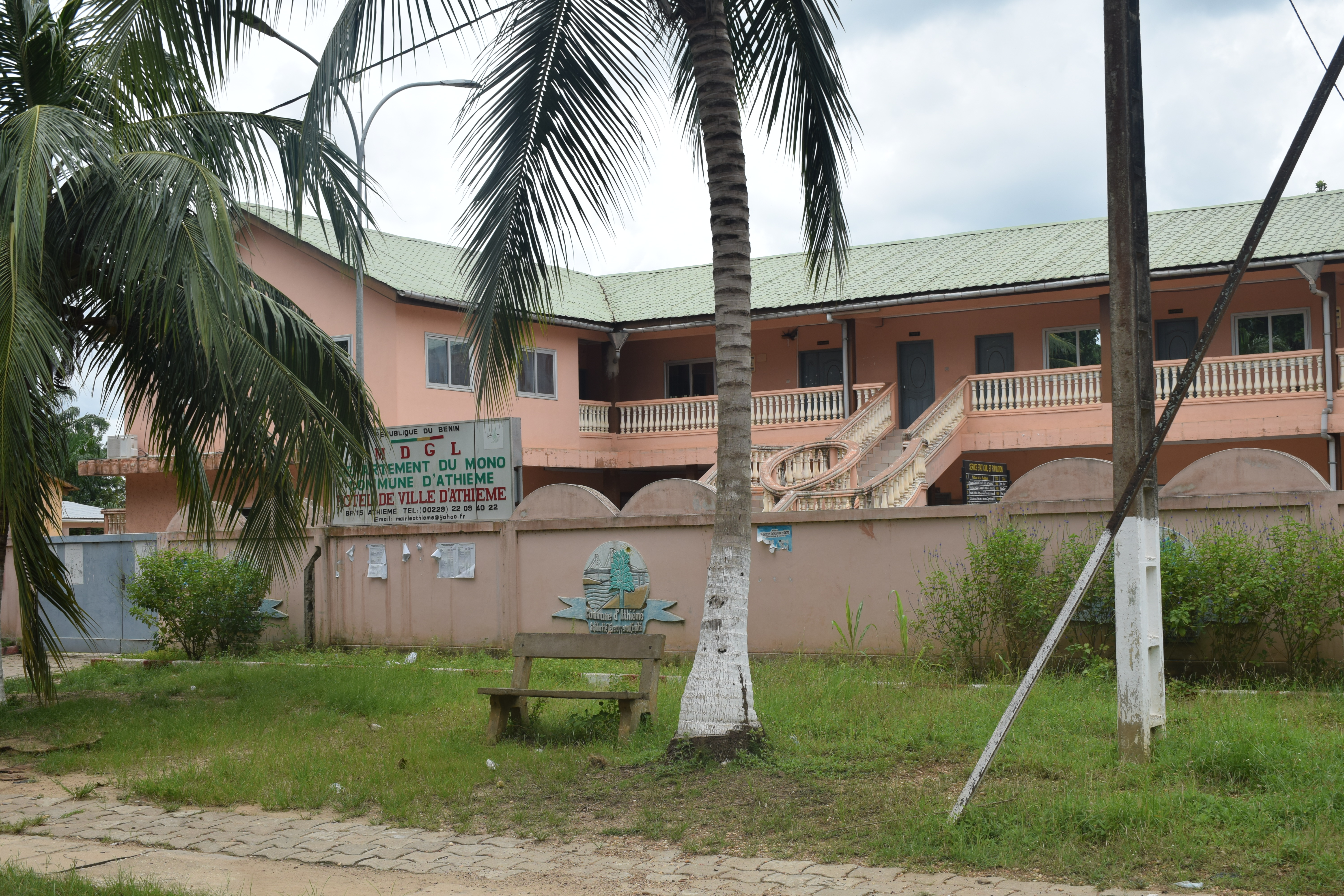
Gemeentehuis
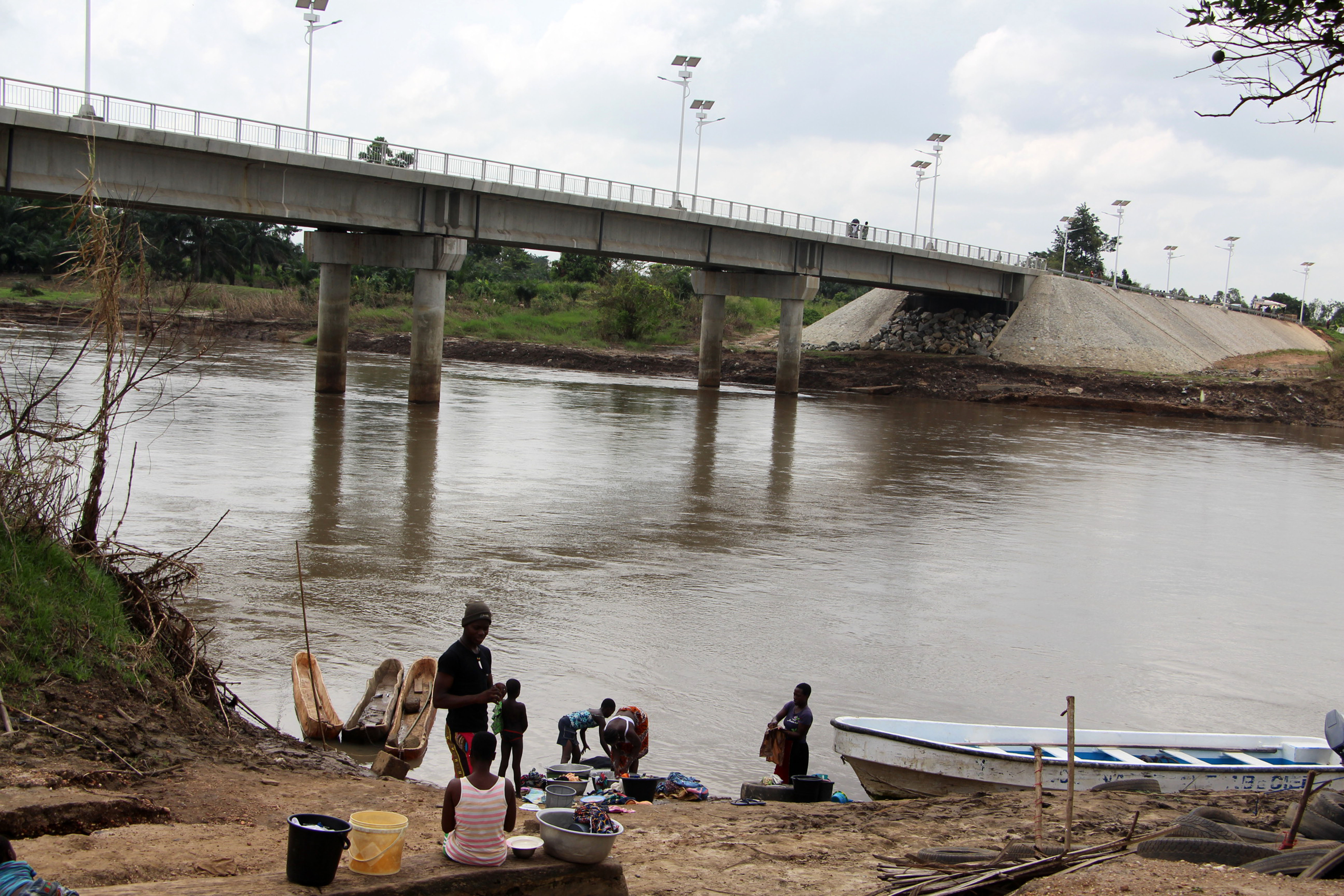
Brug